# Ngày Môi trường sống Thế giới
Ngày Môi trường sống Thế giới viết tắt là WHD (tiếng Anh: World Habitat Day), là ngày hành động quốc tế được Đại hội đồng Liên Hợp Quốc chọn trong Nghị quyết A/RES/40/202 A , là ngày thứ Hai đầu tiên của tháng Mười. Ngày này được chính thức tổ chức đầu tiên vào năm 1986.
Mục đích của ngày là để phản ánh về tình trạng của các thành phố và thị trấn của chúng ta và các quyền con người cơ bản đủ để cư trú. Nó cũng nhằm nhắc nhở thế giới về trách nhiệm tập thể của mình đối với môi trường sống của các thế hệ tương lai.

## Các chủ đề qua các năm
| Năm  | Chủ đề                                         | Địa điểm                        | Khách mời chính                                                                                       |
| ---- | ---------------------------------------------- | ------------------------------- | --- |
| 2015 | Public Spaces for All’                         |                                 | |
| 2012 | Changing Cities, Building Opportunities        | Islamabad · Pakistan            | |
| 2011 | Cities and Climate Change                      | Aguascalientes · México         | |
| 2010 | Better City, Better Life                       | Thượng Hải · Trung Quốc         | |
| 2009 | Planning our urban future                      | Washington, D.C. · Hoa Kỳ       | |
| 2008 | Harmonious Cities                              | Luanda · Angola                 | Tổng thống Angola José Eduardo dos Santos                                                             |
| 2007 | A safe city is a just city                     | The Hague · Hà Lan              | Wim Deetman, Thị trưởng The Hague và chủ tịch UCLG                                                    |
|      |                                                | Monterrey · México              | Beatriz Zavala Peniche, Bộ trưởng Phát triển Xã hội, (SEDESOL) on "Rescue of Public Spaces Programme" |
| 2006 | Cities, magnets of hope                        | Napoli · Ý                      | Vittorio Craxi, Thứ trưởng Ngoại giao                                                                 |
|      |                                                | Kazan · Nga                     | Kamil Iskhakov, Đại diện toàn quyền Tổng thống Nga ở Viễn Đông                                        |
| 2005 | The Millennium Development Goals and the City  | Jakarta · Indonesia             | Tổng thống Indonesia Susilo Bambang Yudhoyono                                                         |
| 2004 | Cities - Engines of Rural Development          | Nairobi · Kenya                 | Tổng thống Kenya Mwai Kibaki                                                                          |
| 2003 | Water and Sanitation for Cities                | Rio de Janeiro · Brasil         | César Maia, Thị trưởng Rio de Janeiro                                                                 |
| 2002 | City-to-City Cooperation                       | Brussels · Bỉ                   | H.R.H. Prince Philippe                                                                                |
| 2001 | Cities without Slums                           | Fukuoka · Nhật Bản              | Wataru Asō, Thống đốc Fukuoka                                                                         |
| 2000 | Women in Urban Governance                      | Jamaica · Jamaica               | Seymour Mullings, Phó thủ tướng, Bộ trưởng Đất và Môi trường Jamaica                                  |
| 1999 | Cities for All                                 | Đại Liên (Dalian) · Trung Quốc  | Yu Zhengsheng, Bộ trưởng Xây dựng Trung Quốc                                                          |
| 1998 | Safer Cities                                   | Dubai · Các TVQ Arab Thống nhất | Qasim Sultan Al Banna, Director General, Dubai Municipality UAE                                       |
| 1997 | Future Cities                                  | Bonn · Đức                      | Klaus Topfer, Bộ trưởng Liên bang về Kế hoạch, Xây dựng và Đô thị Đức                                 |
| 1996 | Urbanization, Citizenship and Human Solidarity | Budapest · Hungary              | Bộ trưởng Nội vụ Hungary                                                                              |
| 1995 | Our Neighbourhood                              | Curitiba · Brasil               | Thị trưởng Curitiba                                                                                   |
| 1994 | Home and the Family                            | Dakar · Sénégal                 | Tổng thống Sénégal Abdou Diouf                                                                        |
| 1993 | Women and Shelter Development                  | New York City · Hoa Kỳ          | Tổng thư ký LHQ Boutros Boutros-Ghali                                                                 |
| 1992 | Shelter and Sustainable Development            | New York City · Hoa Kỳ          | Tổng thư ký LHQ Boutros Boutros-Ghali                                                                 |
| 1991 | Shelter and the Living Environment             | Hiroshima · Nhật Bản            | Thị trưởng Hiroshima                                                                                  |
| 1990 | Shelter and Urbanization                       | Luân Đôn · Anh Quốc             | Sir Geoffrey Howe                                                                                     |
| 1989 | Shelter, Health and the Family                 | Jakarta · Indonesia             | Tổng thống Indonesia Suharto                                                                          |
| 1988 | Shelter and Community                          | Luân Đôn · Anh Quốc             | Robert Runcie, Tổng giám mục Canterbury                                                               |
| 1987 | Shelter for the Homeless                       | New York City · Hoa Kỳ          | Tổng thư ký LHQ Javier Pérez de Cuéllar                                                               |
| 1986 | Shelter is my Right                            | Nairobi · Kenya                 | |